# Albertville (Alabama)
Albertville é uma cidade localizada no estado americano do Alabama, no Condado de Marshall.

## Demografia
Segundo o censo americano de 2000, a sua população era de 17 247 habitantes.
Em 2006, foi estimada uma população de 19 205, um aumento de 1958 (11.4%).

## Geografia
De acordo com o United States Census Bureau, a localidade tem uma área de 67,5 km², dos quais 67,2 km² cobertos por terra e 0,3 km² cobertos por água. Albertville localiza-se a aproximadamente 334 m acima do nível do mar.

## Localidades na vizinhança
O diagrama seguinte representa as localidades num raio de 24 km ao redor de Albertville.